# Goodyera bracteata
Goodyera bracteata är en orkidéart som beskrevs av Louis Marie Aubert Du Petit-Thouars. Goodyera bracteata ingår i släktet knärötter, och familjen orkidéer. Inga underarter finns listade i Catalogue of Life.